# Kościół poewangelicki w Kamieńcu Ząbkowickim
Kościół poewangelicki – dawna świątynia protestancka znajdująca się w Kamieńcu Ząbkowickim, w powiecie ząbkowickim, w województwie dolnośląskim.
Budynek wpisany jest do rejestru zabytków województwa dolnośląskiego pod numerem:A/4279/1842 z 8.10.1966, jest częścią  pomnik historii "Kamieniec Ząbkowicki – zespół architektoniczno-krajobrazowy".
Jest to budowla wzniesiona w 1885 roku i zaprojektowana przez Ferdinanda Martiusa – współautora i budowniczego pałacu w Kamieńcu Ząbkowickim. Do powstania świątyni znacznie przyczyniła się księżna Marianna Orańska.
Kościół, nazywany „Czerwonym kościółkiem”, reprezentuje styl neogotycki. Świątynia posiada jedną nawę z transeptem i jest orientowana. Wybudowana została przeważnie z cegły, ale elementy dekoracyjne, wykończenia murów, okien, otworów drzwiowych powstały z piaskowca. Od strony zachodniej do świątyni jest dobudowana wieża o wysokości 52 metrów.
Od chwili wybudowania do zakończenia II wojny światowej kościół należał do gminy ewangelickiej. Burzliwa jest powojenna historia budowli – obiekt przez wiele lat pełnił funkcje magazynowe, i dzięki temu – chociaż zaniedbany – był utrzymywany przez kilkadziesiąt lat w niezłym stanie technicznym. Co pewien czas były podejmowane próby ratowania świątyni i jej adaptacji na cele społeczne. Dopiero w latach 80. XX wieku, dzięki staraniom Towarzystwa Miłośników Ziemi Kamienieckiej, rozpoczęła się restauracja kościoła. Prace, przerwane w końcu lat 80. (na skutek zmian ustrojowych w Polsce), były kontynuowane ponownie w połowie lat 90.

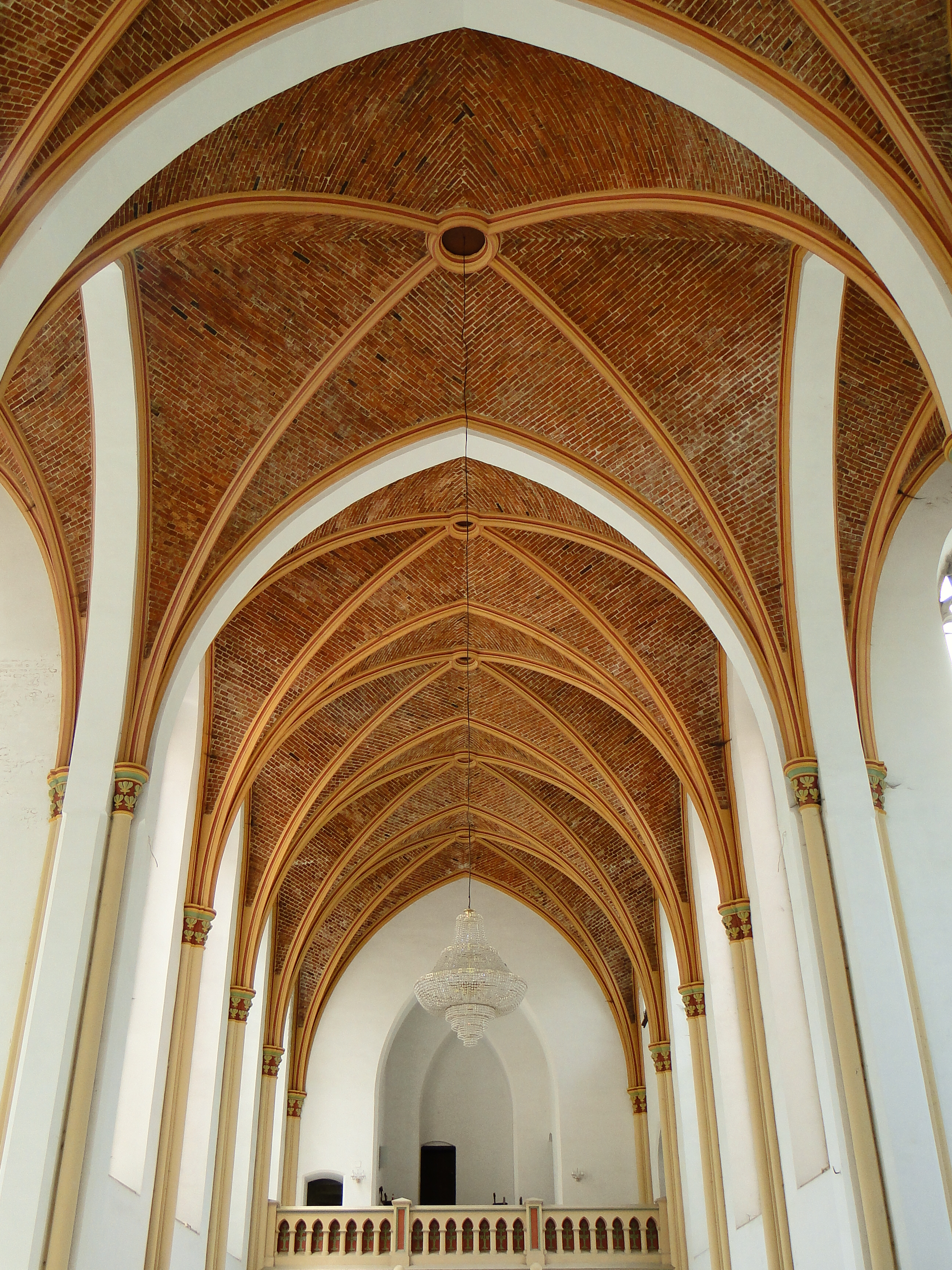
Wnętrze

Po wykonanej restauracji świątynia pełni funkcję centrum kultury – jest siedzibą Gminnego Centrum Wystawienniczego.